# Microchironomus tabarui
Microchironomus tabarui är en tvåvingeart som beskrevs av Sasa 1987. Microchironomus tabarui ingår i släktet Microchironomus och familjen fjädermyggor. Inga underarter finns listade i Catalogue of Life.